# Ibogaina
L'ibogaina (o 12-metossi-ibogamina) è una molecola psicoattiva dagli effetti dissociativi presente in diverse piante, principalmente nell'iboga (Tabernanthe iboga), pianta usata nella medicina tradizionale in Congo, Camerun e Gabon.
Nei primi anni '60 è stato casualmente scoperto che la somministrazione della molecola può causare un'interruzione della dipendenza da eroina, senza crisi d'astinenza.
A causa delle sue proprietà allucinogene e per via di rischi associati all'assunzione da parte di pazienti con determinati problemi di salute, l'ibogaina è stata inserita nella lista delle sostanze controllate ed è illegale in diverse nazioni: Stati Uniti, Svezia, Danimarca, Belgio e Svizzera. Non è legale in Italia.
Nonostante ciò abbia rallentato la ricerca scientifica sulle sue proprietà terapeutiche, l'uso dell'ibogaina per il trattamento della tossicodipendenza è aumentato in varie parti del mondo ed è somministrata in cliniche presenti in 12 paesi distribuiti tra 6 continenti. L'alcaloide viene usato per trattare la dipendenza da eroina, alcol, cocaina in polvere, crack e metanfetamina.
L'ibogaina sembra catalizzare una parziale o completa interruzione della dipendenza da oppioidi. Ciò comprende un alleviamento dei sintomi d'astinenza. La ricerca suggerisce anche che l'ibogaina possa essere utile nel trattamento della dipendenza da altre sostanze come alcol, metanfetamina e nicotina. Essendo un farmaco multirecettore, ovvero che possiede molti bersagli molecolari, essa viene classificata come un dirty drug.
I sostenitori del trattamento basato sull'ibogaina hanno fondato cliniche (sia formali che 'informali') in Canada, Messico, Caraibi, Costa Rica, Repubblica Ceca, Francia, Slovenia, Paesi Bassi, Brasile, Sudafrica, Regno Unito e Nuova Zelanda. In questi centri, la molecola è somministrata come medicina sperimentale. Esistono anche dei centri clandestini in paesi nei quali la sostanza è illegale. Sebbene il meccanismo d'azione dell'ibogaina non sia stato ancora del tutto compreso, sembra che il più efficace metodo di trattamento comporti la somministrazione di una dose che va dai 10 ai 20 mg/kg. Molte persone che si sono sottoposte al trattamento affermano di aver vissuto, nelle ore in cui la sostanza agisce sul cervello, delle esperienze visive nelle quali rivedono gli eventi della loro vita che li hanno portati alla dipendenza. Altri, invece, raccontano di visioni sciamaniche che li aiutano a superare paure ed emozioni negative.
L'ibogaina è stata usata in ambito psicoterapeutico da Claudio Naranjo, come descritto nel suo libro The Healing Journey.